# Le Rouge-Gazon
Le Rouge-Gazon est une station de sports d'hiver du massif des Vosges située sur la commune de Saint-Maurice-sur-Moselle dans le département des Vosges en région Grand Est. La station et son hôtel se trouvent à 1 100 m d'altitude au pied de la Tête des Perches et face à la Tête du Rouge-Gazon.   

## Géographie
Au cœur des Hautes-Vosges du sud, la station du Rouge-Gazon se situe tout en haut du val de Verrière, partie haute de la Vallée des Charbonniers sur le territoire de Saint-Maurice-sur-Moselle. La station est immédiatement entourée par les sommets de la Tête du Rouge-Gazon, la Tête des Perches et enfin la Haute Bers point culminant de la vallée des Charbonniers à plus de 1 250 m d'altitude, un téléski arrive pratiquement jusqu'au sommet pour desservir la piste noire de la station. Il s'agit de la station (front de neige) la plus haute du massif des Vosges avec ses 1 100 m.